# Бисэйская станция космического патруля
Бисэйская станция космического патруля (яп. 美星スペースガードセンター Бисэй супэ:суга:до сэнта:, от английского «spaceguard center») — японская астрономическая обсерватория, основанная в 2000 году в посёлке Бисэй (в настоящее время часть города Ибара в префектуре Окаяма). На базе обсерватории реализуется программа «Бисэйский телескоп сопровождения астероидов для быстрых обзоров»  (Bisei Asteroid Tracking Telescope for Rapid Survey, BATTeRS) в ходе которой были открыты множество астероидов и одна комета (P/2001 W2). Космический центр был создан при поддержке Министерства образования, культуры, спорта, науки и технологий, японского агентства аэрокосмических исследований и японской ассоциации космического патруля.

## Инструменты обсерватории
- 1-м Кассегрен (поле зрения 3 градуса, мозаика из 10 ПЗС-чипов, каждый из которых имеет размеры  2096 x 4096 пикселей)
- 0.5-м телескоп Ричи-Кретьен (поле зрения 2х2 градуса)
- 25-см телескоп, Такахаси

## Направления исследований
- Обнаружение и наблюдение околоземных астероидов, комет и космического мусора

## Основные достижения
- Открыто 204 астероида с 2000 по 2010 года, которые на данный момент получили постоянные обозначения[1]
- 51017 астрометрических измерений опубликовано с 2000 по 2011 года [2]
- Открытие кометы P/2001 W2

## Известные сотрудники
- Такэси Урата